# Journal of Astrophysics and Astronomy
Journal of Astrophysics and Astronomy  is een internationaal, aan collegiale toetsing onderworpen open access wetenschappelijk tijdschrift op het gebied van de astronomie.
Het eerste nummer verscheen in 2001.